# Hualca Hualca
Le Hualca Hualca est un stratovolcan d'une altitude de 6 025 mètres situé dans la province de Caylloma au Sud du Pérou. Le Hualca Hualca fait partie d'un complexe volcanique incluant les volcans Ampato et Sabancaya.